# Vexaincourt
Vexaincourt là một xã ở tỉnh Vosges, vùng Grand Est, Pháp. Xã này có diện tích 11,38 kilômét vuông dân số năm 1999 là 169 người. Xã này nằm ở khu vực có độ cao trung bình 376 m trên mực nước biển. 

## Biến động dân số
| 1962                                         | 1968 | 1975 | 1982 | 1990 | 1999 |
| -------------------------------------------- | ---- | ---- | ---- | ---- | ---- |
| 182                                          | 189  | 199  | 184  | 165  | 169  |
| Số liệu từ năm 1962: Dân số không tính trùng |      |      |      |      |      |